# The Celtic Circle (album)
The Celtic Circle en er serie på tre dobbelte opsamlingsalbum, der blev udgivet af BMG fra 2003-2004. Albummene indeholder musik fra en række forskellige kunstnere med fokus på keltisk musik, men inkluderer også traditionelle folkesange, symfonisk metal, folkrock, verdensmusik og filmmusik. Numrene inkludere både instrumentalnumre og numre med vokal. De bliver sunget på forskellige sprog, herunder engelsk, irsk gælisk og skotsk gælisk.
Det første album solgte guld i Norge i 2003.

## Albums og spor

### The Celtic Circle
Disc 1
| #   | Titel                                                   | Sangskriver(e)    | Kunstner                             | Længde |
| --- | ------------------------------------------------------- | ----------------- | ------------------------------------ | ------ |
| 1.  | "The Mystic's Dream"                                    | Loreena McKennitt | Loreena McKennitt                    | 7:40   |
| 2.  | "Runaway"                                               | The Corrs         | The Corrs                            | 3:47   |
| 3.  | "Factory Girl"                                          | Traditionel       | The Chieftains Feat. Sinéad O'Connor | 4:39   |
| 4.  | "I Will Find You"                                       |                   | Clannad                              | 5:15   |
| 5.  | "Eirigh Suas A Stoirin"                                 |                   | Maire Brennan                        | 4:03   |
| 6.  | "The Fellowship Of The Ring Suite (fra Ringenes Herre)" | Howard Shore      | Howard Shore                         | 5:51   |
| 7.  | "The Shores Of The Swilly"                              | Phil Coulter      | Phil Coulter Feat. Sinéad O'Connor   | 4:10   |
| 8.  | "Angel"                                                 | Sarah McLachlan   | Sarah McLachlan                      | 4:30   |
| 9.  | "The Rose Of Tralee"                                    |                   | Nightnoise                           | 3:17   |
| 10. | "cùChulainn's Last Battle"                              |                   | Jeff Johnson & Brian Dunning         | 2:54   |
| 11. | "Our Farewell"                                          |                   | Within Temptation                    | 5:18   |
| 12. | "Evangeline"                                            |                   | Karen Matheson                       | 2:25   |
| 13. | "She Moved Through The Fair"                            |                   | Anúna                                | 3:05   |
| 14. | "Keening Of The Three Marys"                            |                   | William Coulter                      | 5:53   |
| 15. | "The Dragon's Breath"                                   |                   | David Arkenstone                     | 3:29   |
| 16. | "12 O'Clock"                                            |                   | Vangelis                             | 5:25   |

Disc 2
| #   | Titel                                          | Sangskriver(e)                     | Kunstner                                          | Længde |
| --- | ---------------------------------------------- | ---------------------------------- | ------------------------------------------------- | ------ |
| 1.  | "May It Be"                                    | Enya, Roma Ryan                    | Ryan & Rachel O'Donnell                           | 3:16   |
| 2.  | "Skellig"                                      |                                    | Loreena McKennitt                                 | 6:05   |
| 3.  | "Theme From Harry's Game"                      |                                    | Clannad                                           | 2:29   |
| 4.  | "Braveheart (temaet fra Braveheart)"           | James Horner                       | James Horner                                      | 5:46   |
| 5.  | "Ailein Duinn"                                 |                                    | Capercaillie                                      | 3:33   |
| 6.  | "Who Wants to Live Forever"                    | Brian May                          | Dune                                              | 3:54   |
| 7.  | "Elysium"                                      |                                    | Elysia                                            | 4:20   |
| 8.  | "Circle Of Joy"                                |                                    | Lisa Lynne                                        | 4:43   |
| 9.  | "Caoineadh Na Mara / Amen (Lament Of The Sea)" |                                    | Mary McLaughlin                                   | 5:03   |
| 10. | "Turn of the Century"                          | Jon Anderson Alan White Steve Howe | Steve Howe & Annie Haslam                         | 6:27   |
| 11. | "Sleeping Sun"                                 | Tuomas Holopainen                  | Nightwish                                         | 4:01   |
| 12. | "Ar Galon Digorr"                              |                                    | Annie Ebrel & Gilles Le Bigot Feat. Davy Spillane | 4:30   |
| 13. | "Woman Of Ireland"                             |                                    | Kate Bush                                         | 2:50   |
| 14. | "In a Lifetime"                                |                                    | Clannad & Bono                                    | 3:07   |
| 15. | "Brian Boru"                                   |                                    | Alan Stivell                                      | 5:28   |
| 16. | "Hedwig's Theme (fra Harry Potter-filmserien)" |                                    | John Williams                                     | 4:49   |

### The Celtic Circle 2
Disc 1
| #   | Titel                             | Sangskriver(e)                                       | Kunstner                     | Længde |
| --- | --------------------------------- | ---------------------------------------------------- | ---------------------------- | ------ |
| 1.  | "The Mummers' Dance"              | Loreena McKennitt                                    | Loreena McKennitt            | 6:08   |
| 2.  | "Almost Seems (Too Late To Turn)" | Pól Brennan                                          | Clannad                      | 4:46   |
| 3.  | "Little Wing (LP Version)"        | Jimi Hendrix                                         | The Corrs                    | 5:08   |
| 4.  | "Servant To The Slave"            | Manus Lunny                                          | Capercaillie                 | 5:20   |
| 5.  | "True Or False"                   | Pamela Morgan                                        | Pamela Morgan                | 4:13   |
| 6.  | "Ubi Caritas"                     | Traditionel tekst fra 800-tallet Musik: Connie Dover | Connie Dover                 | 4:49   |
| 7.  | "Way Of The Warrior"              |                                                      | Jeff Johnson & Brian Dunning | 4:00   |
| 8.  | "Declan"                          | Donal Lunny                                          | Jeff Beck                    | 4:00   |
| 9.  | "Letting Go"                      |                                                      | Fiona Joyce                  | 4:47   |
| 10. | "Johnny Boy"                      |                                                      | Gary Moore                   | 3:11   |
| 11. | "My Special Child"                | Sinéad O'Connor                                      | Sinéad O'Connor              | 4:45   |
| 12. | "Fields Of Gold"                  | Sting                                                | Lisa Lynne                   | 4:34   |
| 13. | "An Fharraige"                    |                                                      | Máire Brennan                | 5:04   |
| 14. | "Extract From "Ommadawn""         | Mike Oldfield                                        | Mike Oldfield                | 7:02   |
| 15. | "The Leaving Of Inishmore"        |                                                      | Galahad                      | 3:02   |
| 16. | "Now We Are Free (fra Gladiator)" | Hans Zimmer                                          | Lisa Cannon                  | 4:16   |

Disc 2
| #   | Titel                                         | Sangskriver(e)              | Kunstner                             | Længde |
| --- | --------------------------------------------- | --------------------------- | ------------------------------------ | ------ |
| 1.  | "The Foggy Dew"                               | Traditionel                 | The Chieftains Feat. Sinéad O'Connor | 5:21   |
| 2.  | "Nocturne"                                    | Rolf Løvland                | Secret Garden                        | 3:09   |
| 3.  | "Seacht Suáilcí Na Maighdine Muire"           | Traditionel                 | Aoife Ní Fhearraigh                  | 4:36   |
| 4.  | "Fumbling Towards Ecstasy"                    |                             | Sara McLachlan                       | 4:50   |
| 5.  | "A Place Among The Stones"                    |                             | Davy Spillane                        | 6:59   |
| 6.  | "Busindre Reel (radio edit)"                  |                             | Hevia                                | 4:31   |
| 7.  | "Iona"                                        |                             | Iona                                 | 4:12   |
| 8.  | "The Brandy Burn"                             |                             | The Campbells                        | 4:15   |
| 9.  | "March Of The Settlers"                       |                             | Corún                                | 4:01   |
| 10. | "Borders Of Salt (Album Version)"             |                             | Dan Ar Braz Et L'Héritage Des Celtes | 4:16   |
| 11. | "Suil A Gra"                                  | Traditionel                 | Anita Best & Pamela Morgan           | 3:54   |
| 12. | "Rithill Aill"                                |                             | Karen Matheson                       | 3:37   |
| 13. | "Down By The Glenside"                        |                             | Nicci Berry                          | 3:24   |
| 14. | "Watermark"                                   | Enya, Nicky Ryan, Roma Ryan | Cerise Feat. Ryan & Rachel O'Donnell | 2:49   |
| 15. | "Mille Anni Passe Sunt"                       |                             | Corvus Corax                         | 4:06   |
| 16. | "Evenstar (fra Ringenes Herre - De to Tårne)" | Howard Shore                | Shane McDonnell                      | 3:13   |

### The Celtic Circle 3
Disc 1
| #   | Titel                                     | Sangskriver(e)  | Kunstner                          | Længde |
| --- | ----------------------------------------- | --------------- | --------------------------------- | ------ |
| 1.  | "Fallen"                                  | Sarah McLachlan | Sarah McLachlan                   | 3:48   |
| 2.  | "Somebody For Someone"                    |                 | The Corrs                         | 4:00   |
| 3.  | "Caislean Oir"                            |                 | Clannad                           | 2:10   |
| 4.  | "She Moved Thro' The Fair / Ann Cran Ull" |                 | Rory Gallagher og Bert Jansch     | 2:19   |
| 5.  | "Until The Tide Turns"                    |                 | Dave Bainbridge Feat. Joanne Hogg | 4:30   |
| 6.  | "Lifting The Veil"                        |                 | Fiona Joyce                       | 4:15   |
| 7.  | "Carrickfergus"                           | Traditionel     | Brian Kennedy                     | 5:04   |
| 8.  | "Cailín Na Gruaige Baine"                 |                 | James Galway & Phil Coulter       | 4:50   |
| 9.  | "Midnight On The Water"                   | Traditionel     | Waterson:Carthy                   | 7:02   |
| 10. | "Abhawn An T-Sluaigh (The Crowed River)"  |                 | Runrig                            | 4:48   |
| 11. | "Island Girl"                             |                 | Altan                             | 4:08   |
| 12. | "Erin Go Bragh"                           |                 | Dick Gaughan                      | 4:28   |
| 13. | "The Maids Of Mitchelstown"               |                 | The Bothy Band                    | 3:28   |
| 14. | "One More Chance"                         |                 | Karen Matheson                    | 3:41   |
| 15. | "10,000 Miles"                            |                 | Angus Lyon                        | 4:40   |
| 16. | "Coisich A Ruin"                          |                 | Capercaillie                      | 3:13   |

Disc 2
| #   | Titel                                   | Sangskriver(e)            | Kunstner                | Længde |
| --- | --------------------------------------- | ------------------------- | ----------------------- | ------ |
| 1.  | "Three Babies"                          | Sinéad O'Connor           | Sinéad O'Connor         | 4:47   |
| 2.  | "Songbird"                              | Christine McVie           | Eva Cassidy             | 3:45   |
| 3.  | "Martha's Harbour"                      |                           | Ryan & Rachel O'Donnell | 3:43   |
| 4.  | "Amazing Grace"                         | Tekst: John Newton        | Eden's Bridge           | 1:51   |
| 5.  | "Against the Wind"                      | Máire Brennan, Tim Jarvis | Máire Brennan           | 5:28   |
| 6.  | "Ay Fond Kiss"                          | Tekst: Robert Burns       | Fairground Attraction   | 3:20   |
| 7.  | "Bonny Portmore"                        | Traditionel               | Loreena McKennitt       | 4:20   |
| 8.  | "Airfailarin"                           |                           | Skilda                  | 4:29   |
| 9.  | "Glendalough"                           |                           | Corún                   | 4:38   |
| 10. | "O'er The Ocean"                        |                           | The Hudson Swan Band    | 2:46   |
| 11. | "Port Na bPúcaí"                        |                           | Davy Spillane           | 3:44   |
| 12. | "An Ubhal As Airde (The Highest Apple)" |                           | Runrig                  | 3:43   |
| 13. | "Rhana Laddie"                          |                           | The Campbells           | 4:29   |
| 14. | "McPhee's Reel (Medley)"                |                           | Canterach               | 5:25   |
| 15. | "Divine Presence"                       |                           | Iona                    | 5:28   |
| 16. | "Riverdance"                            |                           | Fiona Kennedy           | 5:48   |